# Extinction Level Event 2: The Wrath of God
Extinction Level Event 2: The Wrath of God é o décimo álbum do rapper americano Busta Rhymes, lançado em 2020 pela Conglomerate e Empire Records. Extinction Level Event 2: The Wrath of God apresenta os raps do Busta Rhymes assim como participações de Pete Rock, M.O.P., Kendrick Lamar, Mariah Carey, Mary J. Blige, entre outros artistas. O disco apresenta produção musical de produtores como 9th Wonder, J Dilla, Nottz, DJ Premier, DJ Scratch, Hi Tek, entre outros.
Extinction Level Event 2: The Wrath of God foi recebido com críticas geralmente favoráveis. O álbum estreou na sétima posição na parada US Billboard 200, ganhando 38.000 unidades equivalentes a álbuns em sua primeira semana. Lançou o single "Look Over Your Shoulder" que foi produzido por Nottz, e possui uma participação de Kendrick Lamar e utiliza um sample da música I'll Be There do The Jackson 5.

## Faixas
| #  | Título                           | Participação(ões)                | Compositor(es)                                                                      | Produtor(es)           | Samples | Duração |
| -- | -------------------------------- | -------------------------------- | ----------------------------------------------------------------------------------- | ---------------------- | --- | ------- |
| 1  | "E.L.E. 2 Intro"                 | Chris Rock, Rakim, and Pete Rock | Trevor Smith                                                                        | Busta Rhymes, Nottz    | - Contém samples de You Lied de Anita Ward (1979), I Love Music do Ahmad Jamal (1970), e The World Is Yours do Nas (1994)             | 7:12    |
| 2  | "The Purge"                      |                                  | Trevor Smith Kasseem Dean                                                           | Swizz Beatz, Avenue    | | 1:10    |
| 3  | "Strap Yourself Down"            |                                  | Trevor Smith James Yancey Phillips                                                  | J Dilla, Pete Rock     | - Contém um sample do beat Track 09 de J Dilla (2005) e do filme The Warriors (1979) - Especificamente do trecho do discurso de Cyrus | 2:57    |
| 4  | "Czar"                           | M.O.P.                           | Trevor Smith Jamal Grinnage Eric Murray Dana Stinson Darryl Pittman                 | Rockwilder             | | 3:01    |
| 5  | "Outta My Mind"                  | Bell Biv DeVoe                   | Trevor Smith Karl Daniel                                                            | Busta Rhymes, Dready   | - Contém samples de Poison de Bell Biv DeVoe (1990) e Pass the Courvoisier Part II de Busta Rhymes (2003)                             | 3:20    |
| 6  | "E.L.E. 2 The Wrath of God"      | Minister Louis Farrakhan         | Trevor Smith Louis Farrakhan Dominick Lamb                                          | Busta Rhymes, Nottz    | | 4:43    |
| 7  | "Slow Flow"                      | Ol' Dirty Bastard                | Trevor Smith Russell Jones Dominick Lamb O. Harris                                  | Nottz                  | | 3:12    |
| 8  | "Don't Go"                       | Q-Tip                            | Trevor Smith Kamaal Fareed                                                          | Focus the A.R.M        | | 3:49    |
| 9  | "Boomp!"                         |                                  | Trevor Smith George Spivey                                                          | DJ Scratch             | | 3:01    |
| 10 | "True Indeed"                    |                                  | Trevor Smith Christopher Martin                                                     | DJ Premier             | - Contém samples de Real Hip Hop do Das EFX (1995) e Woo-Hah!! Got You All in Check do Busta Rhymes (1996)                            | 1:53    |
| 11 | "Master Fard Muhammad"           | Rick Ross                        | Trevor Smith William Roberts                                                        | Hi Tek, Terrace Martin | - Contém um sample de Here I Am do The Blue Notes (1977)                                                                              | 3:59    |
| 12 | "YUUUU"                          | Anderson .Paak                   | Trevor Smith George Spivey                                                          | Anderson .Paak         | | 3:30    |
| 13 | "Oh No"                          |                                  | Trevor Smith Rick St. Hilaire                                                       | Dready                 | | 3:26    |
| 14 | "The Don & the Boss"             | Vybz Kartel                      | Trevor Smith Rick St. Hilaire                                                       | Schife                 | | 3:42    |
| 15 | "Best I Can"                     | Rapsody                          | Trevor Smith Marlanna Evans Patrick Douthit R. Arrington C. Tyson                   | 9th Wonder             | | 3:39    |
| 16 | "Where I Belong"                 | Mariah Carey                     | Trevor Smith Ricardo Thomas                                                         | Rick Rock, Navi Beats  | | 4:12    |
| 17 | "Deep Thought"                   |                                  | T. Smith Diane Warren                                                               | Busta Rhymes           | | 3:10    |
| 18 | "The Young God Speaks"           |                                  | Berry Gordy Bob West Willie Hutchison Hal Davis                                     |                        | | 0:40    |
| 19 | "Look Over Your Shoulder"        | Kendrick Lamar                   | Trevor Smith Kendrick Duckworth Dominick Lamb Gordy West Hutchison Davis B. Bennett | Nottz                  | - Contém um sample de "I'll Be There" do The Jackson 5                                                                                | 4:08    |
| 20 | "You Will Never Find Another Me" | Mary J. Blige                    | Trevor Smith Nikki Grier                                                            | Busta Rhymes           | | 3:50    |
| 21 | "Freedom"                        | Nikki Grier                      | Trevor Smith Grier Dominick Lamb Robert Kral                                        | Nottz                  | | 3:48    |
| 22 | "Satanic"                        |                                  | Trevor Smith Stinson                                                                | Rockwilder             | | 5:14    |

## Posição do álbum nas paradas
| Ano  | Álbum                                      | Posição          | Posição                |
| Ano  | Álbum                                      | US Billboard 200 | Top R&B/Hip Hop Albums |
| ---- | ------------------------------------------ | ---------------- | ---------------------- |
| 2020 | Extinction Level Event 2: The Wrath of God | 7                | 4                      |